# Кистин Кара-султан
Кистин Кара-султан (узб. Kiston Qora sulton / Kistin Qaro sulton; XV век—1544) — представитель узбекской династии Шейбанидов, который основал Балхское ханство в 20-х годах XVI века и являлся его первым ханом (1526—1544).
Кистин Кара-султан предпринимал дипломатические шаги и стремился установить мирные, добрососедские отношения как с империей Великих Моголов, так и с Сефевидским государством.

## Происхождение
|  |  |  |  |  |  | Чингисхан             |  |  |  |  |  |  |  |  |  |  |  |
|  |  |  |  |  |  |                       |  |  |  |  |  |  |  |  |  |  |  |
|  |  |  |  |  |  | Джучи-хан             |  |  |  |  |  |  |  |  |  |  |  |
|  |  |  |  |  |  |                       |  |  |  |  |  |  |  |  |  |  |  |
|  |  |  |  |  |  | Шибан Бахадур         |  |  |  |  |  |  |  |  |  |  |  |
|  |  |  |  |  |  |                       |  |  |  |  |  |  |  |  |  |  |  |
|  |  |  |  |  |  | Байнал                |  |  |  |  |  |  |  |  |  |  |  |
|  |  |  |  |  |  |                       |  |  |  |  |  |  |  |  |  |  |  |
|  |  |  |  |  |  | Есу-Бука              |  |  |  |  |  |  |  |  |  |  |  |
|  |  |  |  |  |  |                       |  |  |  |  |  |  |  |  |  |  |  |
|  |  |  |  |  |  | Джучи-Бука-хан        |  |  |  |  |  |  |  |  |  |  |  |
|  |  |  |  |  |  |                       |  |  |  |  |  |  |  |  |  |  |  |
|  |  |  |  |  |  | Абдал-султан          |  |  |  |  |  |  |  |  |  |  |  |
|  |  |  |  |  |  |                       |  |  |  |  |  |  |  |  |  |  |  |
|  |  |  |  |  |  | Мунк-Тимур-хан        |  |  |  |  |  |  |  |  |  |  |  |
|  |  |  |  |  |  |                       |  |  |  |  |  |  |  |  |  |  |  |
|  |  |  |  |  |  | Фулад-султан          |  |  |  |  |  |  |  |  |  |  |  |
|  |  |  |  |  |  |                       |  |  |  |  |  |  |  |  |  |  |  |
|  |  |  |  |  |  | Ибрахим-султан        |  |  |  |  |  |  |  |  |  |  |  |
|  |  |  |  |  |  |                       |  |  |  |  |  |  |  |  |  |  |  |
|  |  |  |  |  |  | Даулат-шейх-султан    |  |  |  |  |  |  |  |  |  |  |  |
|  |  |  |  |  |  |                       |  |  |  |  |  |  |  |  |  |  |  |
|  |  |  |  |  |  | Абулхайр-хан          |  |  |  |  |  |  |  |  |  |  |  |
|  |  |  |  |  |  |                       |  |  |  |  |  |  |  |  |  |  |  |
|  |  |  |  |  |  | Ходжа Мухаммад-султан |  |  |  |  |  |  |  |  |  |  |  |
|  |  |  |  |  |  |                       |  |  |  |  |  |  |  |  |  |  |  |
|  |  |  |  |  |  | Джанибек-султан       |  |  |  |  |  |  |  |  |  |  |  |
|  |  |  |  |  |  |                       |  |  |  |  |  |  |  |  |  |  |  |
|  |  |  |  |  |  | Кистин Кара-султан    |  |  |  |  |  |  |  |  |  |  |  |

Кистин Кара-султан являлся вторым сыном Шибаниду Джанибек-султану и был потомком основателя Узбекского ханства Абулхайр-хана. Его генеалогия выглядела следующим образом (см. врезку).

## Политическая и военная деятельность
Полунезависимый Балхский удел Шейбанидов и Аштарханидов, находившийся в номинальной зависимости от Бухарского ханства, был известным в своё время как Балхское ханство, Балхское царство, Балхское государство и оставил заметный след в истории не только Средней Азии, но и сопредельных с нею стран Востока — Ирана, Афганистана и Индии. Политическим центром государства был город Балх, до этого являвшийся центром большого удела при Амире Темуре и Тимуридах.
Балхское ханство было основано в 20-е годы XVI века Кистином Кара-султаном. Этому в определённой степени способствовал рост недовольства не только у массы населения, но и у местной феодальной знати режимом Сефевидов, усилившаяся междоусобица в самом государстве Сефевидов. В то время Балхское ханство занимало небольшую территорию. Помимо Балхской области, в него входили округа Ахча, Шеберган, Меймене, Чечекту, Бала-мургаб, а Хульм, Кундуз и другие округа Тохаристана, вместе с Бадахшаном, оставались под властью Тимуридов: сначала Хумаюна, а затем, с 1527 года — мирзы Сулайман-шаха и его потомков. Обширные горные области Хазареджат и Гарчистан сумели сохранить свою независимость, здесь властвовала местная знать.
2 июля 1526 года, Кистин Кара-султан завладел Балхом и его областью. В его руки перешли и другие области нынешнего Северного и Центрального Афганистана, ранее подвластные Бабуру. Тогда же Шейбаниды завладели и округами Айбак, Хуррам, Сарбаг и Гури. С этого времени Балх прочно утвердился в составе Бухарского ханства, государства Шейбанидов, а затем сменивших их Аштарханидов. С присоединёнными позже Тохаристаном, Бадахшаном, горными районами нынешнего Центрального Афганистана и долиной Кашкадарьи и Кулябом он составил особый удел.
Кистин Кара-султан правил в Балхе около восемнадцати лет, с 1526 года по 1544 год. Как протекало его правление, на какие территории в нынешнем Северном Афганистане распространялась его власть, установить невозможно. По скупым сведениям, содержащимся в источниках о периоде Кистин Кара-султана, историки полагают, что в 1526 году Шейбанидам удалось установить свою власть над всеми прибрежными амударьинскими районами нынешнего Северного Афганистана, от реки Мургаб на западе до устья реки Кокча на востоке. На юге границы владений Кистин Кара-султана проходили примерно по среднему течению реки Сурхаб. Области Кундуз и Талькан в то время ещё находились в зависимости от Бабура и управление ими, как Кандагаром и Бадахшаном, осуществлялось за счёт огромных средств и усилий.
Первые годы правления Кистин Кара-султана прошли в борьбе с Хумаюном, сидевшим тогда в кабульском владении Бабура, и Сулайман-шахом, правителем Бадахшана. Пограничные беки Хумаюна часто грабили районы Балха, что нередко приводило к вооружённым столкновениям.

### Вторжения Хумаюна в Балхский удел
После Джамской битвы, во время которой Шейбаниды понесли поражение от кызылбашей, Хумайун с большим войском выступил к берегам Амударьи, о чём Бабуру сообщили 13 февраля 1529 года. Им удалось завладеть Термезом, Гиссаром и Кубадианом. Дальнейшая судьба этой кампании неизвестна. По предположениям Б. А. Ахмедова, «успеха она не имела, при другом исходе Бабур наверняка не церемонился бы с послами Кучкунджи-хана и Кистин Кара-султана».
В марте 1529 года Хумаюн повторно вторгся на правый берег Амударьи. Объединившись сыном Шейбанида Мехди-султана Турсун Мухаммад-султаном, правителем Термеза, они захватили Кубадиан, что могло привести к войне между Шейбанидами и Бабуридами. По данным Б. А. Ахмедова, «вероятно, этим и следует объяснить отторжение Бабуром у Хумаюна Кабула и объявление его государевым уделом».

### Участие в походах Убайдулла-хана на Хорасан
Кистин Кара-султан и балхское войско участвовали в пятом и шестом походах Убайдулла-хана на Хорасан в 1528 и в 1531 году. В последнем походе Убайдулла-хан и Кистин Кара-султан осадили Герат, а прочих султанов и эмиров они направили в другие области — Мешхед, Себзевар, Бистам. Шах Тахмасп I (1524—1576) был тогда в Азербайджане и не смог помочь Бахрам-мирзе, беглербеги Хорасана. Шейбаниды воспользовались этим и завладели указанными выше областями, но Герат взять не смогли. Осаждённые восемнадцать месяцев, несмотря на голод и лишения, отбивали натиск Шейбанидов. В тайне от Убайдулла-хана и других их поддерживал Кистин Кара-султан, посылая ночами овец и лошадей. Кистин Кара-султан, по предположениям историков, вероятно, опасался усиления Убайдулла-хана и стремился отстоять независимость своего удела.

### Защита Балхского удела от Сулайман-шаха
Особенно серьёзное беспокойство Балху причинял Сулайман-шах. В середине августа 1536 года он вторгся в Балхский удел и 5 сентября того же года завладел самим Балхом. Кистин Кара-султан был вытеснен на правый берег Амударьи. Однако Сулайман-шах не смог долго продержаться и, по предположениям историков, через два-три месяца был выбит оттуда Кистин Кара-султаном при помощи Убайдулла-хана.

### Попытка взятия столицы Бухарского ханства
Получив горький урок от нападений Сулайман-шаха, Кистин Кара-султан приступил к восстановлению городских укреплений Балха. В 1539—1540 годах он заново отстроил внутреннюю крепость города. Вскоре положение Кистин Кара-султана настолько окрепло, что летом 1541 года, пользуясь политическими неурядицами, возникшими в Мавераннахре после смерти Убайдулла-хана 17 марта 1540 года, он пытался даже отнять у Бурхан-султана Бухару. Однако дело кончилось миром, и в 1541 году, взяв в жены Могул-ханум, Кистин Кара-султан вернулся в свой удел.

### Подавление мятежа в Балхе
В 1543 году в Балхе вспыхнули волнения среди городских низов, к которым примкнули и военные — сипахи. И здесь движение населения возглавили представители дворцовой верхушки: маулана Хусейн, Абдаррахим и маулана Абулхайр. По сведениям анонимного историка и Сайд Ракима, мятежники разрушили ряд зданий города, дома богачей и сановников, учинили грабёж как в самом городе, так и в ближайших селениях. Восстание это не получило поддержки крестьянства в других местах и вскоре было подавлено, а предводители наказаны. Что послужило поводом к мятежу, из имеющихся источников установить не удаётся.

## Внешняя политика
После перехода власти над Балхом Кистин Кара-султану, ни он, ни его преемники вплоть до 80-х годов XVI века не расширяли свою территорию за счёт сопредельных стран. Однако, им временами приходилось отражать немало атак Бабуридов, Тимуридов — правителей Бадахшана и кызылбашей. Тем не менее Шейбаниды предпринимали дипломатические шаги и стремились установить мирные, добрососедские отношения как с империей Великих Моголов, так и с Сефевидским государством. Бабур, например, рассказывает о присутствии в Индии при нём посла Кистин Кара-султана ходжа Камал ад-Дин кунака. Камал ад-Дин кунак с 1526 года, за исключением кратковременной поездки в Балх в 1527 году, неотлучно находился при Бабуре.
Бабур тоже дорожил установившимися мирными отношениями с Балхом, что видно из следующих фактов. В 1527 году ходжа Камал ад-Дин кунак во время поездки из Индии в Балх был задержан в Кабуле беками Хумаюна. «По этой причине, — свидетельствует историк, — между Кистин Кара-султаном и Хумаюн падишахом началась вражда и имел место ряд стычек». Бабур не одобрил подобное поведение сына и послал Хумаюну устрашающий приказ: «Если нет [у тебя других] дел, заслуживающих внимания, то займись укрощением разбойников и грабителей, чтобы они не нарушали наступившего мира». Бабур, будучи в деревне Алвар (суба Бихар) 29 февраля 1529 года, устроил приём всем находившимся при нём послам. Что же касается балхского посла ходжа Камал ад-Дина кунака, то он задержал его ещё на некоторое время и продолжил с ним переговоры. По предположениям историков, они прошли весьма успешно. Подтверждает это сам Бабур. «В пятницу (4 марта 1529 года), — вспоминал он, — мы… остановились в Джуманде. В этот день явился один из нукеров Кистин Кара-султана, которого тот отправил к Камал ад-Дин кунаку… Кистин Кара-султан что-то писал кунаку, жалуясь и сетуя на дурное поведение и обращение пограничных беков и бесчинство воров и разбойников… Я разрешил кунаку уехать и отдал приказ пограничным бекам обуздать воров и разбойников, хорошо обращаться и вести себя с соседями».
Сколько длились мирные отношения между обоими государствами установить трудно. Однако в годы острой междоусобной борьбы между Хумаюном и Камраном, в 1534/1535—1546 годы, в неё активно вмешался Кистин Кара-султан, поддерживая то одну из борющихся сторон, то другую и примиряя их.
Начиная с 1537—1538 годов между Балхом и Персией установились, если не принимать во внимание двух набегов балхского наместника в Гарчистане Байрам-оглана и правителя Чечекту Хакназар-оглана в Бадгис и Гератскую область, относительно мирные отношения. Прервались они лишь спустя тридцать лет в 1567 году вторгнувшимся в Хорасан Шейбанидом Абдулла-ханом II.
В дальнейшем, если верить историку шаха Аббаса I, Тахмасп I и Кистин-кара-султан заключили договор, согласно которому последний обязался впредь не посягать на Хорасан. Посольские связи между ними были весьма ограниченные, но все же в последние годы правления Кистин Кара-султана прекратились постоянные набеги и войны. Известны три случая связи через послов между Балхом и Персией. Первое посольство из Балха прибыло в 1538 году, когда Тахмасп I возвратился в Герат после завоевания Кандагара. Кто возглавлял это посольство и какие цели оно преследовало, неизвестно. По словам Искандера мунши, оно приехало в Герат, чтобы поздравить шаха с успешным исходом его борьбы за Кандагар. Спустя четыре года, в 1541 году в Казвин прибыл Хан чухра, посол Кистин Кара-султана «для выражения верности и устранения прежних неприязненных отношений».

## Политика в области культуры
В 1538 году, Кистин Кара-султаном в центре Хиндувана (цитадели) была сооружена новая крепость — кала-и джадид. Источники отмечают также и строительство им бани —хаммам-и султани в черте города на ханском хийабане, в большой, широкой улице, обсаженной с двух сторон деревьями и пересекающей весь город и дворца площадью 100x100 гязов. Судя по тому, что строительство султанской бани продолжалось около четырёх лет, с 1528 года по 1531 год и стоило 25 тысяч таньга, она была огромным по тому времени зданием. Доходы, поступавшие от бани, хан пожаловал в вакф соборной мечети, возведённой в начале его правления. В 1539—1540 годах он восстановил городских укреплений Балха, заново отстроил внутреннюю крепость города.
С именем Кистин Кара-султана источники связывают также строительство чартака, четырёхгранного куполообразного здания в чарбаге Тимурида Хусейна Байкары в 1539 году; ещё одной бани, построенной 1534—1535 годах и медресе ходжа Камал ад-Дин кунака, построенного немного раньше чем бани. Также, Кистин Кара-султаном в Балхе была построена больница.

### Деятели культуры и искусства при дворе Кистин Кара-султана
Кистин Кара-султан собрал при своём дворе талантливых деятелей культуры и искусства. Среди них можно упомянуть таких поэтов, как Падшах-ходжа, Бакои, Шайдо, Абди, Хавари и певца Дервиш Шайхим Каландари.

## Семья
Одной из жён Кистин Кара-султана была Айша-Султан-ханум, более известная под именем Могул-ханум. До Кистин Кара-султана она была замужем за Шейбани-ханом и после него за Убайдулла-ханом. После смерти Убайдуллы-хана Кистин Кара-султан, направившись в Бухару, попытался отнять столицу у Бурхан-султана и после окончания дела миром в 1541 году взял в жёны Айшу-Султан-ханум.
Кистан-Кара-султан имел двух сыновей: Кылыч Кара-султана и Джани Кара-султана.
Кылыч Кара-султан после смерти своего отца в 1544—1545 годы управлял Балхским уделом и в 1552—1555 годах занимал пост хакима Карши.

## Смерть
После смерти Кистин-кара-султана 8 октября 1544 года, власть в Балхском уделе перешла в руки его несовершеннолетнего сына и преемника Кылыч Кара-султана, который правил около двух лет.